# Cazaci de pe Don
Cazacii de pe Don (în limba rusă: Донские Казаки) erau cazaci care ocupau teritoriile de-a lungul cursului mijlociu și inferior al râului Don. Această populație s-a format în a doua jumătate a secolului al XVI-lea, în principal din țărani fugari. Armata cazacilor de pe Don, (în limba rusă: Всевеликое Войско Донское, Vsevelikoie Voisko Donskoie) a fost o organizație militară de frontieră începând de la începutul secolului al XVI-lea. Din 1786, teritoriul ocupat de acești cazaci a fost numit în mod oficial Teritoriile Armatei Donului, iar, din 1870, a fost redenumit Regiunea Armatei Donului. (În zilele noastre, teritoriul este împărțit între regiunile Rostov, Volgograd și Voronej ale Federației Ruse și regiunea Luhansk a Ucrainei). În 1916, Armata Donului avea cam 1,5 milioane cazaci. După victoria Revoluției ruse, Armatele cazacilor au fost desființate de guvernul bolșevic în 1918, dar în cadrul Mișcării Albe tradițiile căzăcești au continuat să existe, iar după victoria sovieticilor împotriva monarhiștilor și intervenționiștilor străini în războiul civil din Rusia, tradițiile cazacilor în general și ale celor de pe Don în particular au continuat în cadrul comunităților de cazaci emigrați în străinătate. 
În timpul celui de-al doilea război mondial, cazacii de pe Don au reprezentat cea mai mare concentrare de cazaci din Armata germană, al 15-lea Corp SS de cavalerie cazacă. Cei mai mulți cazaci erau foști cetățeni sovietici, care aleseseră nu atât să lupte pentru Hitler, cât hotărâseră să lupte împotriva lui Stalin. Corpul de cavalerie SS cazac cuprindea două divizii.

## Corul cazacilor de pe Don
Corul cazacilor de pe Don a fost un grup de foști ofițeri ai Armatei imperiale ruse, care au cântat pentru prima oară în Istanbul, unde fugiseră după înfrângerea armatelor albilor din Crimeea. Ei au susținut primul lor concert oficial la Viena în 1923, sub bagheta dirijorului și compozitorului-fondator  Serge Jaroff.
Corul cazacilor de pe Don s-a bucurat de o mare popularitate în timpul turneelor din America sau Europa din deceniile al patrulea, al cincilea sau al șaselea al secolului trecut. Interpreții, îmbrăcați în costume tradiționale căzăcești, interpretau a cappella un repertoriu vast de cântece ruse religioase, militare, populare sau de operă.